# Diepenveen
Diepenveen ist ein Dorf in der Gemeinde Deventer in der niederländischen Provinz Overijssel nördlich der Stadt Deventer. Diepenveen hat etwa 4910 Einwohner und war bis 1999 eine selbstständige Gemeinde.

## Geschichte
Von 1811 bis 1998 war Diepenveen eine selbständige Gemeinde. Den historischen Kern des Dorfes bildet das Gelände des ehemaligen gleichnamigen Frauenklosters, das 1400 von Deventer aus gegründet wurde. Dies geschah unter der Leitung von Johannes Brinckerinck und mit Spenden von Zwedera van Rechteren, beide Anhänger von Geert Groote. Swedera starb 1407 als Schwester im Kloster, wenige Monate bevor mit dem Bau der steinernen Kapelle begonnen wurde, die heute die Kirche von Diepenveen ist. Sie begannen mit der Landgewinnung eines Grundstücks namens de Plecht in der Nähe des Zandweterings. Das Kloster wurde an einer Stelle errichtet, die heute den höher gelegenen Bereich zwischen der Dorpsstraat, der Schildersstraat und dem Kerkpad einnimmt.
1578 wurde es zerstört. Nur die Klosterkirche und einige Nebengebäude blieben verschont. Das Kirchengebäude ging an die Protestanten über. Der erste reformierte Prediger in Diepenveen war ab 1659 Lambertus van Bommel. 1720 war das Armenhaus in einem ruinösen Zustand. Dank eines großen Vermächtnisses von Prof. Matthaes, Professor am Atheneum Illustre in Deventer, konnte die Kirche in jenem Jahr komplett renoviert werden. Der Friedhof, der kaum als solcher erkennbar ist, befindet sich noch neben der Kirche. Dieser ist von botanischem Wert, einschließlich der seltenen Hohlwurzel.
1841 gab es sieben Häuser mit fünfzig Einwohnern. Diepenveen umfasste das gesamte Gebiet des ehemaligen Gerichtsbezirks Colmschate, ein riesiges ländliches Gebiet außerhalb der Stadtmauern von Deventer. Am 27. Oktober 1873 schlug bei Diepenveen der sogenannte Diepenveen-Meteorit ein. 1890 zogen Trappisten des Zisterzienserordens der strengeren Observanz in die Höfe De Vulik und Het Leeuwen im Gebiet der Gemeinde Diepenveen ein und gründeten dort die Abtei Sitten, das einzige Trappistenkloster der Niederlande jenseits der großen Flüsse. Das ehemalige Rathaus von Diepenveen befand sich in Schalkhaar. Die anderen Dörfer der Gemeinde waren Lettele, Okkenbroek sowie die Weiler Averlo, Frieswijk, Linde, Oude Molen, Rande und Tjoene. Die damalige Gemeinde hatte am 1. Januar 1998 10.530 Einwohner.
Die Gemeinde Deventer hatte bereits vor der Fusion im Jahr 1999 Gebiete von Diepenveen eingemeindet. 1960 wurde etwa das Gebiet nordwestlich des Brinkgrever (Raalterwegs) und westlich des Zandweterings mit den Weilern Platvoet und Borgele Deventer zugeschlagen. 1974 wurde der südöstliche Teil der Gemeinde um das Dorf Colmschate angegliedert. Bereits 1972 wurde hier mit dem Bau des Erweiterungsbezirks Oostrik in Deventer begonnen. Eine Umfrage aus dem Jahr 2015 zeigte, dass die meisten Einwohner von Diepenveen die Fusion von 1999 noch immer überwiegend negativ sahen.

## Verkehr
Diepenveen hatte einst zwei Bahnhöfe; Bahnhof Diepenveen West an der noch bestehenden Bahnstrecke Arnhem–Leeuwarden und Bahnhof Diepenveen Ost an der eingestellten Bahnstrecke Deventer–Ommen der Overijsselschen Lokalbahn-Gesellschaft Deventer–Ommen. Für den öffentlichen Nahverkehr ist Diepenveen auf die Buslinie 161 (Deventer-Zwolle) durch Keolis Nederland angewiesen. Er fährt stündlich bis 20 Uhr, jedoch nicht an Wochenenden und Feiertagen.

## Söhne und Töchter des Dorfes
- Riek van Nijnatten-Doffegnies (* 1898), Autorin von Regionalromanen
- Wim Roetert (* 1892), Fußballspieler und -trainer
- Emilie Haspels (1894–1980), Archäologin
- Koos van Bruggen (* 1914), Hausarzt und Künstler
- Engbert Wilmink (* 1932), Politiker
- Martin Roesink (* 1939), Golfspieler
- Ruud Bartlema (* 1944), Theologe und bildender Künstler
- Frank Ankersmit (* 1945), Historiker, (Wissenschafts-)Philosoph und Politiker
- Gemma van Eck (* 1957), Sängerin
- Cindy de Koning (* 1973), Nachrichtensprecherin und Moderatorin
- Myrte Eikenaar (* 1985), Golfspielerin
- Dewi-Claire Schreefel (* 1985), Golfspielerin
- Hanneke Oosterwegel (* 1996), Sprinterin